# Бухма
Бухма — деревня в Красногорском районе Удмуртской Республики России.

## География
Деревня находится в северо-западной части республики, в зоне хвойно-широколиственных лесов, на левом берегу реки Полом, на расстоянии примерно 28 километров (по прямой) к западу от села Красногорского, административного центра района. Абсолютная высота — 155 метров над уровнем моря.

### Климат
Климат характеризуется как умеренно континентальный, с продолжительной холодной многоснежной зимой и относительно коротким тёплым летом. Среднегодовая многолетняя температура воздуха составляет 1,2 — 1,4 °С Средняя температура воздуха самого тёплого месяца (июля) — 18 °C (абсолютный максимум — 38 °C); самого холодного (января) — −14 °C (абсолютный минимум — −35 °C). Безморозный период длится около 115—125 дней. Среднегодовое количество атмосферных осадков составляет 550—610 мм, из которых большая часть выпадает в тёплый период.

### Часовой пояс
Деревня Бухма, как и вся Удмуртская Республика, находится в часовой зоне МСК+1. Смещение применяемого времени относительно UTC составляет +4:00.

## Население
| 2010 | 2012 |
| ---- | ---- |
| 17   | ↘10  |

### Национальный состав
Согласно результатам переписи 2002 года, в национальной структуре населения русские составляли 100 % из 19 чел.